# Guaram V Mamphali
Guaram V Mamphali (nascut cap al 828, mort frare l'any 882) fou un príncep de Javakètia i de Samtskhé de la dinastia dels bagràtides.

## Biografia
Tercer fill del príncep Asoci I d'Ibèria, rebé en la partició a la mort del seu pare les terres de Javakètia, amb la Trialètia, el Taschir i Abotsi, i de Samtskhé amb la Txautxètia (o Txavxètia) on Guaram V va regnar com a príncep del 830 al 876/881. Després que el seu fill Narses va matar el seu nebot el curopalata David I d'Ibèria, Guaram V va abdicar i es va fer monjo, morint el 882.

## Matrimoni i descendència
Com el seu germà Bagrat I d'Ibèria es va casar amb una filla de Simbaci VIII Bagratuní de la qual va tenir tres fills:
- Narses de Taoklardjètia, que el va succeir;
- Asoci, mort l'any 869;
- Una filla que es va casar amb Adarnases Xavliani d'Abkhazia, i seguidament amb Bagrat I d'Abkhàzia